# Agostino Agostini
Agostino Agostini (* 1542 in Venedig; † 1575 ebenda) war ein venezianischer Diplomat und Chronist.

## Herkunft, Leben

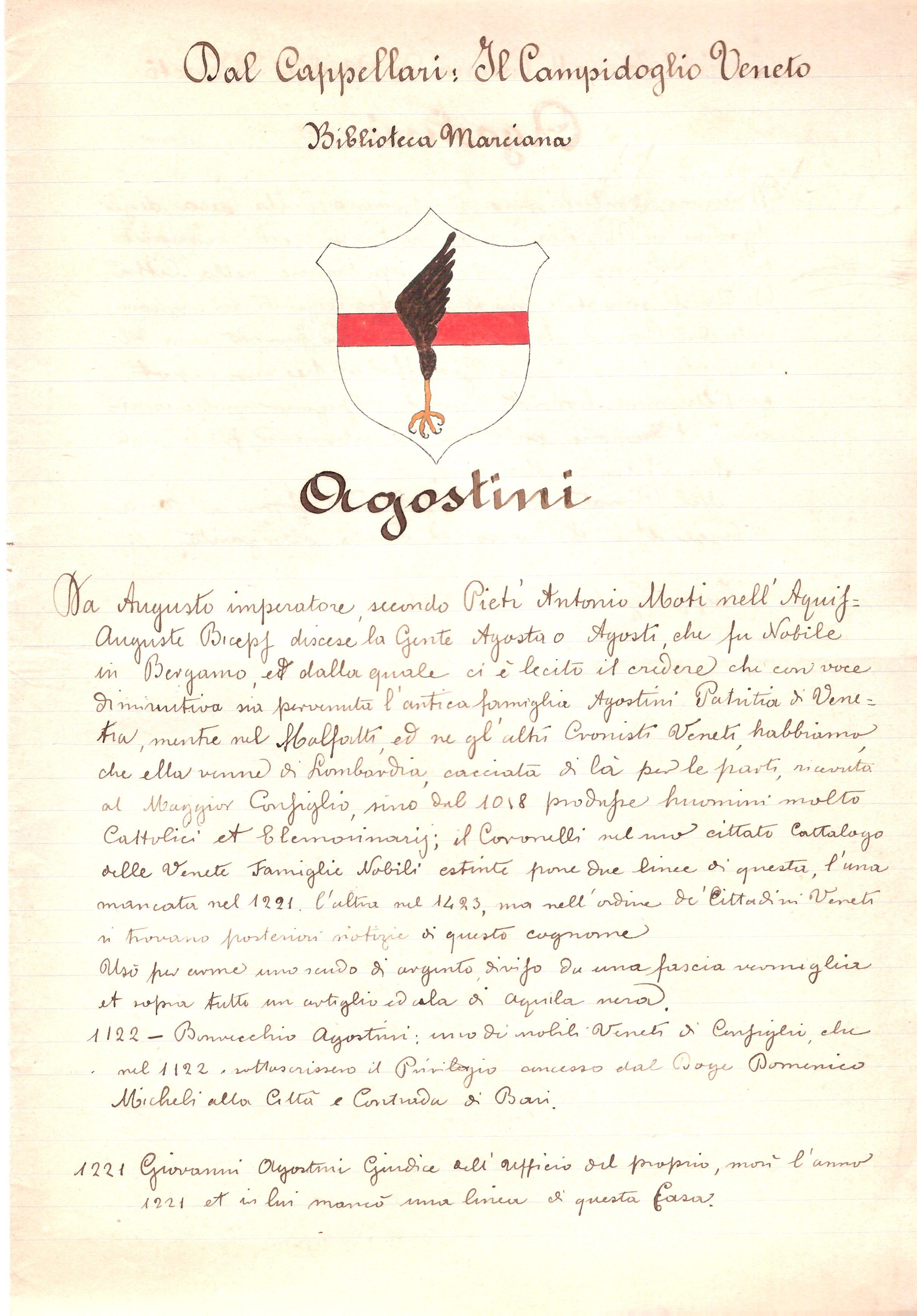
Girolamo Alessandro Cappellari Vivaro: Geschichte der Familie Agostini zu Venedig in der Marciana-Bibliothek, Seite aus dem Campidoglio veneto

Sein Vater war Alvise Agostini, auch „dal Banco“ genannt, weil seine Familie eine Bank gegründet hatte, wodurch er einer der ökonomisch führenden Familienzweige dieses Namens angehörte. Die Familie war 1018 aus der Lombardei zugewandert und war bald zu einem Sitz in den großen Ratsgremien gelangt, wie Marin Sanudo im 16. Jahrhundert vermerkt. Sie besaß einen Palast auf Murano und einen in der Kernstadt bei Santa Caterina, aber auch weitere Immobilien.
Über das Leben Agostino Agostinis ist wenig bekannt. Seine Witwe ließ auf seinen Grabstein in San Pietro Martire auf Murano einmeißeln: „multis pro patria peregrinationibus susceptis“, womit sie seine offenbar zahlreichen Reisen im diplomatischen Dienst an der Republik verewigt wissen wollte.

## Die Chronik, Überlieferung, Zuweisungen
Für die historischen Wissenschaften ist seine Cronica veneta von erheblicher Bedeutung, die die Geschichte Venedigs von den Anfängen bis 1570 darstellt. Sie genießt hohes Ansehen und wurde 2012 ediert. Für die Zeit ab 1265 konnte der Verfasser eine Vielzahl von Quellen benutzen, noch mehr ab 1275. Die überlieferten Handschriften stammen überwiegend aus dem 17. Jahrhundert, die älteste von 1580.
Als bedeutende Handschriften gelten einerseits der Codex in der Biblioteca Marciana Cod. It. VII, 1 (= 8356) sowie zwei weitere Codices im Museo Correr, nämlich Cicogna 2752-2753 (= 2852-2853) und Gradenigo 54 (=142). Auch existiert eine zweite Redaktion der Chronik, die jedoch die zahllosen Details des Alltags und der Mentalität auslässt und die Geschichte sehr komprimiert darstellt, wie etwa im Cod. Cicogna 300 (=3676).
Übertragen und angepasst landete der Text in der Cronaca Tiepola (dem Patriarchen von Venedig Giovanni Tiepolo zugeschrieben, 1619–1631), erhalten in den Codices Cicogna 1451-1452 und 2630. Eine Abschrift der Tiepola stellt It. VII. 129 (8323) in der Marciana dar, geschaffen im 17. Jahrhundert, die jedoch nur bis 1538 (nicht 1524) reicht. In der Bibliothek der Stiftung Querini Stampalia befindet sich mit cod. IV. 16 unter dem Titel Agostini, Agostino. Storia veneziana di Agostino Agostini dal principio della fondazione di Venezia (421) fino all'anno 1570. Sec. XVI, eine Fassung, die explizit mit dem Jahr 421 einsetzt.
Eine weitere Handschrift befindet sich in Bukarest, in der Rumänischen Nationalbibliothek. Sie trägt den Titel Agostino Agostini, Cronaca Veneziana und entstand bereits um 1580 – womit sie die älteste Abschrift wäre. In der Österreichischen Nationalbibliothek  befindet sich der codex Foscarini 89, der um 1589 entstand. Weitere Codices wurden in die Diskussion eingebracht, wie etwa Gradenigo 199 im Correr-Museum.
Kein Zweifel über die Autorschaft Agostinis besteht nur bei den Codices Querini IV 16, Cicogna 2752-2753, darüber hinaus bei It. VII. 129 (8323) (auch M 1 genannt) und von Ranke 41. Die drei ersten Handschriften befinden sich in Venedig. Bei von Ranke 41 handelt es sich um eine 366 folia umfassende Handschrift aus dem 17. Jahrhundert, die in der Bibliothek der New Yorker Syracuse University liegt.

## Editionen
- Emilio Aleo (Hrsg.): Cronica di Venezia di Giovanni Tiepolo fù de Agostin patrizio veneto, 2 Bde., Bologna 2012.
- Emilio Aleo (Hrsg.): Edizione commentata della Cronaca di Venezia di Giovanni Tiepolo (XVI-XVII sec.), dottorato di ricerca, Bologna 2012. (online, PDF)